# 苏茂 (演员)
苏茂（1966年10月8日—），北京人，中国演员，原中央芭蕾舞团演员。

## 出演作品
- 《少年天子》饰演 鄂硕
- 《贞观之治》 饰演 辩机
- 《走向共和》 饰演 邓世昌
- 《西遊記》 饰演 灵吉菩萨
- 《乾隆王朝》饰演 额森特
- 《少林寺传奇3》 饰演 胤礽
- 《皇太子秘史》 饰演 吴应熊
- 《乾隆与香妃》 饰演 兆惠
- 《嘉庆皇帝》 饰演 尹壮图
- 《封神榜之凤鸣岐山》 饰演 张桂芳
- 《叶挺将军》 饰演 上官云相
- 《兵圣》 饰演 越王允常
- 《軒轅劍之天之痕》 饰演 吕开（李渊）
- 《新白发魔女传》 饰演 白石道长
- 《花木兰传奇》 饰演 尉迟恭（尉迟幢幢主）
- 《紫钗奇缘》 饰演 唐代宗
- 《面具》 饰演 高山
- 《神鵰俠侶》 饰演 王处一
- 《鹿鼎記》 饰演 陸高軒
- 《碧血剑》 饰演 孙仲寿
- 《风中奇缘》 饰演  徐晏清
- 《鹿鼎記》 饰演 闖王李自成
- 《少年四大名捕》饰演 朱王爺
- 《仙劍雲之凡》 饰演 唐海
- 《寂寞空庭春欲晚》 饰演 良儿（琳琅）之父
- 《独孤天下》 饰演 宇文泰
- 《延禧攻略》 饰演 高斌
- 《回到明朝当王爷之杨凌传》 饰演 李东阳
- 《雪中悍刀行》 饰演 趙黃巢